# Strix uralensis
El cárabo uralense (Strix uralensis) es una especie de ave estrigiforme de la familia Strigidae. Es similar al cárabo común, habita en los bosques profundos del noreste de Europa y el norte de Asia. La especie no está amenazada.

## Descripción
El tamaño es de unos 60 cm de largo con una envergadura de 105 a 116 cm. Su peso oscila entre 500 y 1300 g.
Aunque no hay dimorfismo sexual aparente, el macho es ligeramente más pequeño y un poco más ligero que la hembra. Esta especie recuerda el cárabo común (Strix aluco) con los colores distintivos muy variables, pero su cola es más larga, los discos faciales son más claros y los ojos más pequeños.
Los adultos hacen una muda completa de abril a agosto, mientras que la muda de los jóvenes es parcial y se presenta de junio a septiembre.

## Ecología y comportamiento

### Dieta
Su dieta consiste principalmente en roedores, musarañas del género Sorex. Es abundante en los lugares donde estas presas son numerosas. Asimismo captura pájaros (mirlos, palomas y arrendajos e incluso gallos lira) y anfibios.
En el centro de Suecia, el ratón de tierra y el topillo de campo son la presa principal de dos de la subespecies.

### Comportamiento
Es un poco agresivo y temeroso, puede atacar a las aves de presa y es aún más agresivo contra el hombre al defender a sus crías. En caso de falta de alimentos sobre todo en invierno, no duda en acercarse a las viviendas humanas.

### Reproducción

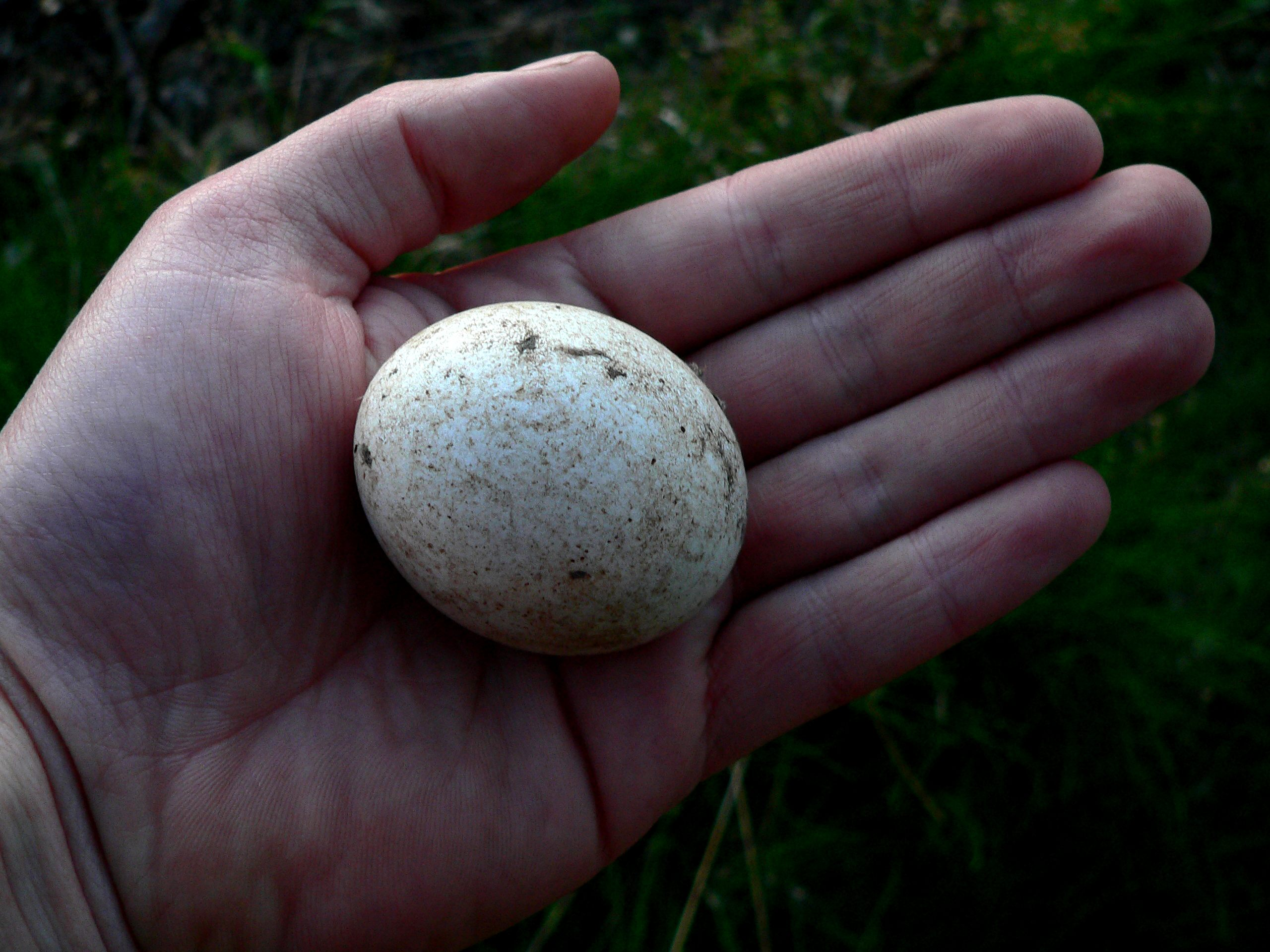
Huevo de Strix uralensis

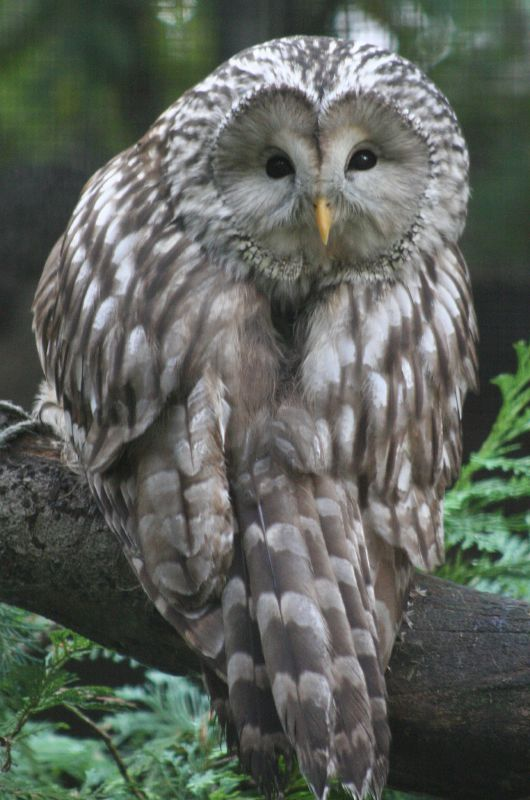
Ejemplar de Strix uralensis

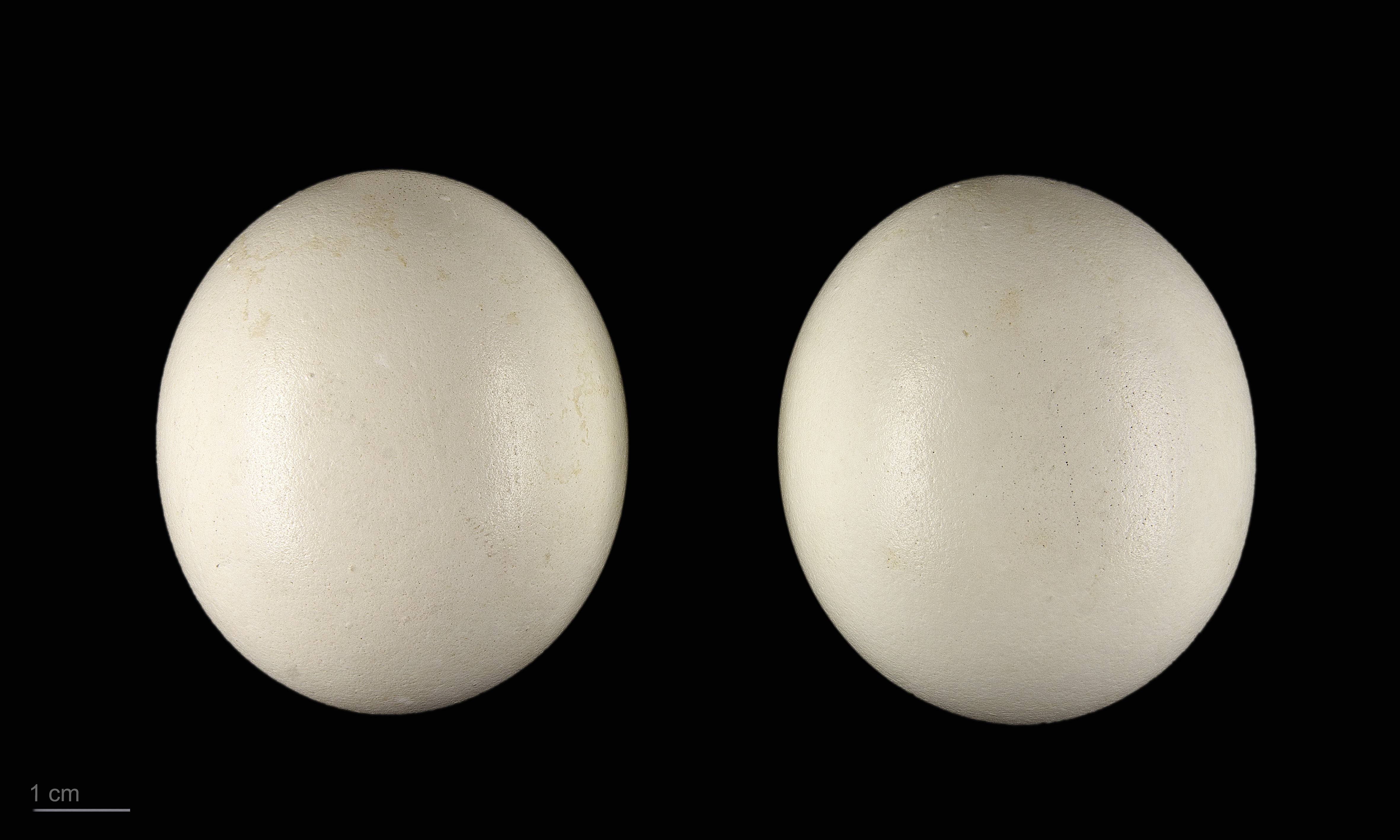
Strix uralensis uralensis - MHNT

El Strix uralensis instala su nido en huecos de árboles o en nidos abandonados de aves rapaces en alturas de entre 4 y 20 m. También puede anidar en las ramas grandes, en las grietas de las rocas o en el suelo entre las raíces.
Se reproduce una sola cría por año de 3 a 4 huevos, cuyo tamaño es de 47,1 - 54,7 mm x 39,0 - 44,0 mm³. La hembra incuba sola los huevos durante 27 a 29 días, mientras el macho caza para la alimentación. Los polluelos altriciales se desarrollan en los siguientes 35-40 días, el macho sigue cazando, pero es la hembra la que se encarga de distribuir comida a los pichones. Los jóvenes abandonan el nido en un mes, pero no vuelan bien hasta las cinco semanas, volviendo de vez en cuando a dormir. Comienzan a mudar a los 45 días.
En años con bajas densidades de presas, el búho uralense no se reproduce. Su longevidad es de 15 años en estado salvaje y hasta 25 años en cautiverio.

## Distribución y hábitat

### Distribución geográfica
El Strix uralensis vive en Eurasia, en los países escandinavos, en Europa Central y Europa del Norte.

### Hábitat
Vive en los densos bosques de las llanuras y montañas, especialmente en zonas ricas en roedores, su principal fuente de alimento.

## Subespecies
Se reconoce 11 subespecies:

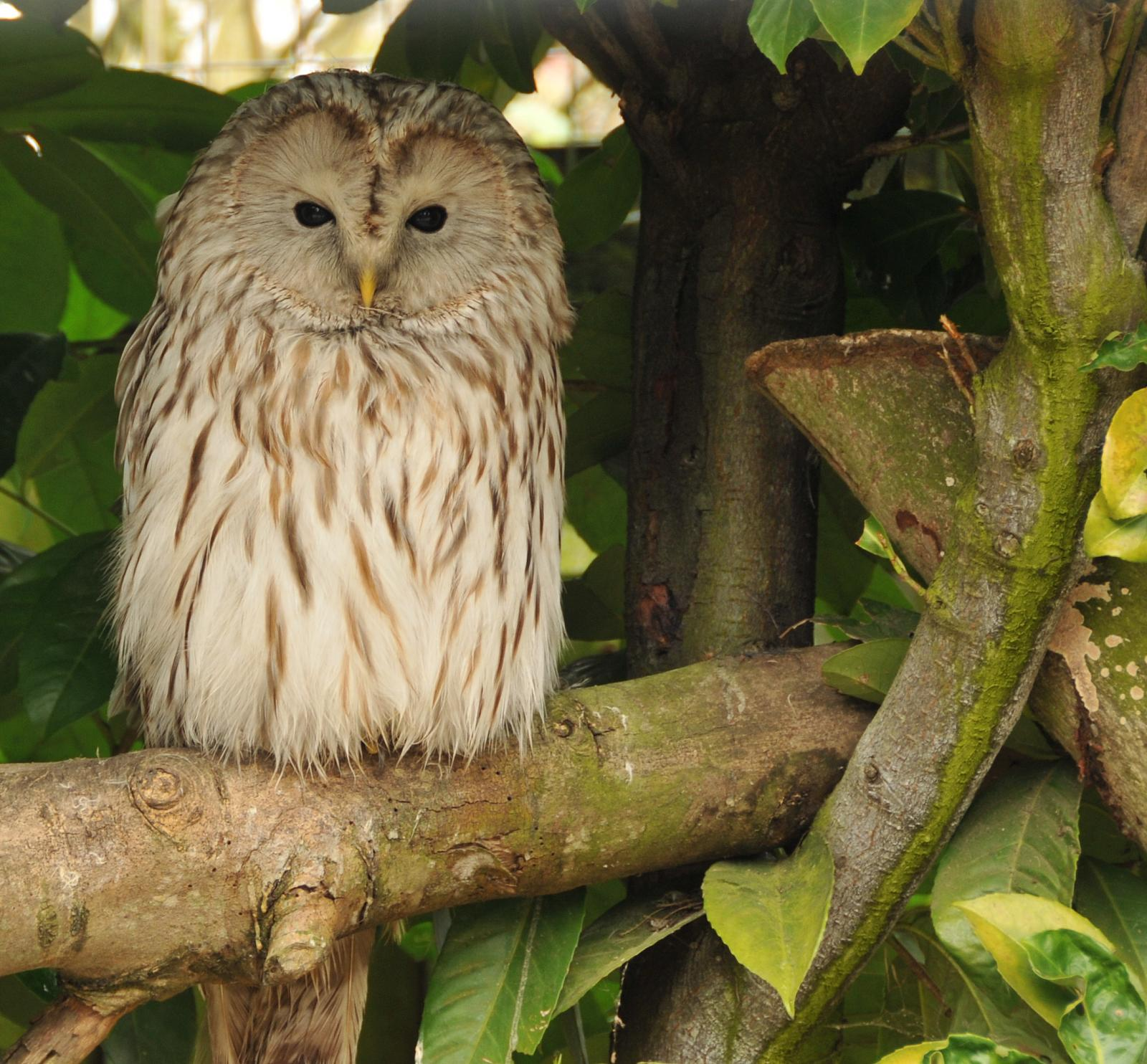
Strix uralensis en el zoológico de Norfolk, Inglaterra

- Strix uralensis daurica, (Stegmann, 1929)
- Strix uralensis davidi, (Sharpe, 1875)
- Strix uralensis fuscescens, (Temminck & Schlegel, 1850)
- Strix uralensis hondoensis, (Clark, 1907)
- Strix uralensis japonica, (Clark, 1907)
- Strix uralensis liturata, (Lindroth, 1788)
- Strix uralensis macroura, (Wolf, 1810)
- Strix uralensis momiyamae, (Taka-Tsukasa, 1931)
- Strix uralensis nikolskii, (Buturlín, 1907)
- Strix uralensis uralensis, (Pallas, 1771)
- Strix uralensis yenisseensis, (Buturlín, 1915)